# Codonanthe gracilis
Codonanthe gracilis, é uma espécie de planta do grupo Codonanthe.

## Ecologia e biologia
É uma planta epífita, podendo habitar copas de Tipuana tipu entre outras árvores. Apresenta grãos de pólen grandes comparado a outras plantas semelhantes.

## Taxonomia
A espécie foi decrita em 1854 por Johannes von Hanstein.
Os seguintes sinônimos já foram catalogados:
- Hypocyrta gracilis  Mart.
- Codonanthe picta  Lem.
- Orobanche crenata  Vell.
- Orobanche ventricosa  Vell.

## Conservação
A espécie faz parte da Lista Vermelha das espécies ameaçadas do estado do Espírito Santo, no sudeste do Brasil.

## Distribuição
A espécie é endêmica do Brasil e encontrada nos estados brasileiros de Bahia, Espírito Santo, Paraná (em especial na Ilha do Mel), Rio de Janeiro, Rio Grande do Sul, Santa Catarina, São Paulo e Minas Gerais.
A espécie é encontrada no domínio fitogeográfico de Mata Atlântica, em regiões com vegetação de floresta ombrófila pluvial.